# Alivar
L'Alivar S.p.A. era un'azienda alimentare italiana facente parte dapprima del gruppo Montedison (con la denominazione Alimont) e, successivamente, della SME, la capogruppo dell'IRI per il settore alimentare.

## Storia

### Origini
Nacque nel 1972 con il nome di Alimont, abbreviazione di Alimentari Montedison, a seguito della fusione tra le aziende alimentari che la Montecatini e la Edison avevano acquisito nei primi anni sessanta per investire la liquidità ricevuta con gli indennizzi statali, riconosciuti dopo la nazionalizzazione delle aziende elettriche.

### La cessione alla SME: l'Alivar
Il capitale dell'Alimont era suddiviso in parti uguali tra Montedison e Pavesi; nel 1974 però la Montedison ne divenne unica azionista, rilevando anche il controllo della Pavesi e della Pai; nel medesimo anno l'Alimont fu ceduta alla SME (anch'essa azienda ex elettrica che aveva iniziato a investire nel settore agricolo e nella distribuzione) e cambiò denominazione in Alivar. Già nel 1972, a seguito del forte interessamento da parte di SME nell'acquisizione di aziende del settore alimentare (nel 1970 infatti era stata acquistata la Cirio dalla famiglia Signorini), il gruppo industriale controllato dall'IRI aveva rilevato anche una partecipazione del 50% del capitale dell'azienda alimentare Star di proprietà di Danilo Fossati; questi a sua volta acquisirà una quota del 42% della stessa Alivar, per poi ricederla alla SME nel 1984 e riprendendo   il pieno controllo della Star. SME tornò così a essere unica proprietaria di Alivar.

### La razionalizzazione e l'incorporazione in SME
Nel 1986 la SME riorganizzò le proprie attività: dall'Alivar furono scorporate Bertolli, De Rica e Autogrill e fu assorbita la Sidalm, con i relativi marchi Motta e Alemagna; l'azienda venne quindi focalizzata sul settore dolciario (biscotti, cioccolato, merendine, caramelle e panettoni).
Nel luglio 1990 la società fu ufficialmente sciolta. Nello stesso anno SME divise le attività principali del gruppo, ovvero quelle dei prodotti dolciari e dei prodotti da forno, in tre società neocostituite: Pavesi s.p.a., joint venture in cui SME deteneva il 51% del capitale e Barilla il restante 48% delle quote, nella quale confluirono i marchi Pavesi e Crackers Motta e che sarà poi ceduta definitivamente a Barilla tra il 1992 e il 1993; mentre l’1% era della società Finin Alimentari s.r.l. del gruppo Fininvest poi Nuova Forneria s.p.a., joint venture controllata da SME per il 51% delle azioni e da Barilla Dolciaria e Ferrero con quote paritetiche del 24,5% ciascuno per il rimanente del capitale, nella quale furono immesse le attività del settore dei prodotti dolciari a consumo continuativo, ossia le Merendine Motta; e Gruppo Dolciario Italiano s.p.a., società quest'ultima ancora controllata interamente da SME nella quale conferirono le rimanenti attività del settore dolciario dell'Alivar, cioè le cioccolate e i prodotti da forno a consumo festivo (i panettoni) a marchio Motta, Tartufone, e Alemagna, e che verrà ceduta poi a Nestlé nel 1993 nell'ambito del processo di privatizzazione dell'intero gruppo SME. Nel 1990, anno del suo ultimo esercizio, aveva generato ricavi per 1543,492 miliardi di lire ed un utile pari a 57,436 miliardi di lire. Nel 1991 l'Alivar fu incorporata nella SME.
Nel 1992 vi fu da parte di SME anche la cessione del marchio delle patatine Pai (altro ex marchio di proprietà di Alivar) al gruppo Unichips-San Carlo, cessione realizzata dopo un precedente fallito tentativo di cessione del business, avvenuto nel 1988, alla multinazionale americana PepsiCo.
Sempre nel 1992 avvenne la cessione da parte di SME di un'altra attività precedentemente legata ad Alivar: quella nel ramo delle caramelle, con la cessione dei marchi Charms e Sanagola (in origine commercializzati come prodotti Alemagna) alla società americana Parke Davis.

## Le controllate
L'Alivar controllava aziende piuttosto diversificate tra loro come:
- la Bertolli (olio d'oliva);
- la De Rica (conserve vegetali);
- la Bellentani (salumi);
- la Pai (patatine);
- la Pavesi (biscotti e crackers, ma anche ristorazione autostradale);
- la Epea (gestiva le aree di ristorazione autostradale a marchio “Pavesi”);
- la Cipas (surgelati).